# Sextus Turpilius
Sextus Turpilius (mort âgé à Sinuessa en 104 av. J.-C.) est un poète comique latin actif au IIe siècle av. J.-C., connu comme auteur de fabulae palliatae.

## Histoire
Le poète était initialement connu uniquement sous le nom gentilice de Turpilius ; la raison pour laquelle le cognomen Sextus a été ajouté à son nom depuis Petrus Crinitus (De poetis latinis libri V, 1505) est inconnue.
Poète comique latin, Sextus Turpilius est mort âgé à Sinuessa en Campanie en 104 av. J.-C.
Turpilius a écrit des comédies (Fabula Palliata), sa source principale est Ménandre. Contrairement à son contemporain, Térence, il a préféré la diversité métrique de Plaute . En raison du charme et de la grâce de ses comédies, elles étaient appelés également avec le titre Novella Sirena (Nouvelle Sirène).
De son œuvre il ne reste que 13 (ou 15) titres de palliate, dérivées spécialement de Ménandre et des fragments pour environ 200 vers.
Certains de ces vers permettent de reconstituer la trame de Leucadia, qui évoqué la légende de Phaon et Sappho.
Ses comédies avaient du succès même à l'époque de Cicéron.

## Titres des œuvres
- Boethuntes
- Canephoros
- Demetrius
- Demiurgus
- Epicleros
- Hetaera
- Lemniae (ou Lemnii)
- Leucadia
- Lindia
- Paedium
- Paraterusa
- Philopator
- Thrasyleon

Les titres Acta et Veliterna ne figurent plus dans les versions récentes des historiens.
Au cours de la première moitié du Ier siècle av. J.-C., l'érudit Volcatius Sedigitus rédigea une liste des principaux poètes comiques en plaçant Sextus Turpilius à la septième place devant Quintus Trabea et derrière Térence.
| « multos incertos certare hanc rem vidimus,palmam poetae comico cui deferant. eum meo iudicio errorem dissolvam tibi, contra si quis sentiat, nihil sentiat. Caecilio palmam Statio do comico. Plautus secundus facile exsuperat ceteros. dein Naevius, qui fervet, pretio in tertiost. si erit, quod quarto detur, dabitur Licinio. post insequi Licinium facio Atilium. in sexto consequetur hos Terentius, Turpilius septimum, Trabea octavum optinet, nono loco esse facile facio Luscium. decimum addo causa antiquitatis Ennium. » | « Nous avons vu beaucoup, incertains, rivaliser sur ce problème : à quel poète comique attribuer la palme. Grâce à mon critique je vais t'éclairer sur cette incertitude, jusqu'au moment, si quelqu'un penserait différemment, j'arrête de le faire. J'attribue la palme au poète comique Caecilius Statius. Plaute, comme second, dépasse facilement les restants. Ensuite Naevius, qui brule, à la troisième place. S'il devait y avoir une quatrième place, je l'attribuerais à Licinius. Ensuite j'estime que Attilius suivrait Licinius. À la sixième Térence, Sextus Turpilius septième, Quintus Trabea le huitième, et j'estime que facilement à la neuvième place se placerait Luscius Lanuvinus. Au dixième j'ajoute par son ancienneté Ennius. » — Aule- Gelle, Noctes Atticae, XV, 24. |

Bien qu'il s'agisse d'une opinion personnelle, il est probable que celle-ci soit partagée par les autres philologues contemporains.